# Maria Teresa da Espanha (1882–1912)
Maria Teresa de Bourbon (Madrid, 12 de novembro de 1882 – Madrid, 23 de setembro de 1912) foi uma Infanta da Espanha, segunda filha de Afonso XII de Espanha e da sua segunda esposa, a arquiduquesa Maria Cristina da Áustria. Através de seu casamento com o príncipe Fernando da Baviera, ela foi membro da Casa de Wittelsbach da família real bávara.

## Casamento e filhos
Maria Teresa casou com o Príncipe Fernando da Baviera, Infante de Espanha, filho mais velho de Luís Fernando, Príncipe da Baviera e da sua esposa Maria da Paz, Infanta de Espanha, em 12 de janeiro de 1906 em Madrid. Maria Teresa e Fernando tiveram quatro filhos:
- Luís Afonso de Espanha (6 de dezembro de 1906 - 14 de maio de 1983);
- José Eugénio de Espanha (26 de março de 1909 - 16 de agosto de 1966);
- Maria das Mercedes de Espanha (3 de outubro de 1911 - 11 de setembro de 1953);
- Maria do Pilar de Espanha (15 de setembro de 1912 - 9 de maio de 1918).

## Títulos e honras

### Títulos
- 12 de novembro de 1882 - 12 de janeiro de 1906: Sua Alteza Real, a Infanta Maria Teresa da Espanha
- 12 de janeiro  de 1906 - 23 de setembro de 1912: Sua Alteza Real, a Princesa Maria Teresa da Baviera, Infanta da Espanha

### Honras
- Espanha: 845.ª Dama Nobre da Ordem da Rainha Maria Luísa - .